# Käthe Reinhardt
Käthe « Kati » Reinhardt, née Katharina Erika Selma Reinhardt le 23 septembre 1896 à Berlin et décédée le 28 juin 1987 au même endroit, était une activiste allemande du mouvement lesbien en tant qu'organisatrice et promotrice de clubs lesbiens, de bals, de rencontres et gérante d'établissements lesbiens à Berlin de l'époque de la République de Weimar jusqu'au début des années 1980. Dans les années 1920, elle gérait les plus grands clubs pour le mouvement lesbien, accueillant jusqu'à 2000 personnes, et travaillait entre autres avec Charlotte « Lotte » Hahm, avec laquelle elle fonda également le premier local lesbien de Berlin-Est en 1945.

## Vie

### Débuts
Kati Reinhardt est née le 23 septembre 1896 dans l'appartement de ses parents sur la Claudiusstraße dans le district de Berlin-Hansaviertel. Ses parents étaient Max Reinhardt, fonctionnaire de banque, et Marie, née Gassel. Elle a grandi dans un milieu de grande bourgeoisie. Käthe avait un frère, Walter, né en 1890. On ne connaît pas d'autres détails sur son enfance et sa jeunesse. Il existe plusieurs variantes orthographiques de son nom, comme Käthe, Käte et Kati, pour le nom de famille Reinhardt et Reinhard ainsi que Kati R. Reinhard.

### République de Weimar
Elle apparut pour la première fois au début de l'année 1927 avec deux poèmes publiés dans la revue lesbienne Die Freundin. Peu de temps après, elle fut la première organisatrice du club Monbijou. Celui-ci avait été fondé en 1928 par le groupe Deutschen Freundschaftsverbandes, l'une des grandes organisations homosexuelles de la République de Weimar. Reinhardt était la directrice du club, qui se tenait au Zauberflöte, au 72 de la Kommandantenstraße. Outre les grands bals réguliers, il y avait de plus petites manifestations, des groupes de quilles et de randonnées (dirigés par Herta Laser) se formaient en outre, des conférences étaient organisées et une excursion en bateau à vapeur avait lieu. Selon ses propres informations, le club comptait près de 2000 membres après un an d'existence et plus de 15000 visiteurs au cours de la première année. En ce qui concerne les bals de Noël et de la Saint-Sylvestre de 1928, on peut lire dans le magazine lesbien Frauenliebe: « Les manifestations organisées par le club Monbijou, au Zauberflöte, Kommandantenstraße 72, à l'occasion des fêtes de Noël et de la Saint-Sylvestre, ont connu un succès rare. Le jour de Noël, pour les cadeaux de Noël, environ 300 femmes étaient présentes [...]. La fête de la Saint-Sylvestre du club Monbijou a été étonnamment bien fréquentée. Bien plus de 400 dames voulaient fêter la nouvelle année dans le cercle des personnes partageant les mêmes idées. Beaucoup sont reparties parce qu'il n'y avait aucune chance d'obtenir une chaise. [...] Jusqu'à 6 heures du matin, il y avait foule » .
La première fête de fondation du club a été fixée au 31 août 1929. Deux jours plus tôt, on annonça que Kati Reinhardt et le club quittaient le Deutscher Freundschaftsverband (DVF), qu'ils s'unissaient au Damenklub Violetta, également membre du DFV et dirigé par Lotte Hahm, et qu'elles rejoignaient ensemble la plus grande organisation concurrente du DFV, le Bund für Menschenrecht (BfM) dirigé par Friedrich Radszuweit. Selon Lotte Hahm, le contexte était que Carl Bergmann, président du DFV et en même temps responsable du groupe de dames, était un homme hétérosexuel qui avait fondé le club de dames « uniquement pour l'exploiter à des fins personnelles ». Comme Reinhardt a effectué ce déménagement sans tenir compte de l'ancrage du club au DFV, on suppose qu'elle dirigeait également le club d'un point de vue commercial et qu'elle disposait à la fois des droits sur le nom et du contrat de location du club à la Zauberflöte. Selli Engler, qui appartenait encore au DFV à l'époque, mais qui a rejoint le BfM peu de temps après, a raconté une rencontre entre Reinhardt et elle le soir de la fête de la fondation, au cours de laquelle Reinhardt l'aurait insultée et traitée de tous les noms, ce qui était probablement lié aux publications précédentes d'Engler, dans lesquelles elle accusait Reinhardt et Hahm de trahir le DFV et d'avoir de mauvaises motivations . En 1929, L'Association des clubs féminins Violetta et Monbijou organisait trois soirées par semaine au Zauberflöte, accueillant chacune jusqu'à 200 visiteuses, et lors d'événements particuliers comme les bals de la Saint-Sylvestre, jusqu'à 500 femmes, les hommes n'étant pas admis. En dehors des soirées au Zauberflöte, les deux clubs fonctionnaient indépendamment l'un de l'autre. Outre sa fonction d'organisatrice, Reinhardt se produisait régulièrement en tant que chanteuse, les rapports contemporains soulignaient la qualité de son chant. Mais leurs manifestations n'étaient pas perçues de manière totalement exempte de critiques. Ainsi, dans une rétrospective de 1976, Gertrude Sandmann s'exprimait avec réserve et caractérisait le type de manifestations comme bourgeois, avec une « préférence pour la musique de crooner et les solides plaisirs de la danse dans la grande salle »
Contrairement aux autres figures proéminentes du mouvement lesbien, comme Lotte Hahm ou Selli Engler, Reinhardt n'était ni auteure ni activiste, elle dédiait l'entièreté de son travail à son rôle d'organisatrice. Elle était extrêmement populaire, en 1931, le magazine Die Freundin la décrit « en tant que personne et artiste splendide, elle a su conquérir le cœur de tous les membres. ».

### National-socialisme
Le rôle de Reinhardt se voit mis en pause avec la fermeture de la Zauberflöte par les  Nazis. Elle stoppe alors toute activité d'organisation d'évènements entre 1933 et 1945, contrairement à Lotte Hahm. 
Les seuls rapports sur Reinhardt à cette époque proviennent de fichiers de la police et de la Gestapo, en octobre 1935. Elles avaient rapporté un bal de femmes lesbiennes, organisé par le club Die lustige Neun. Approximativement 150 femmes se retrouvent surveillées par la Gestapo mais la dénonciation n'a probablement pas eu de conséquences directes. On ne sait pas pourquoi Reinhardt avait rapporté à la police ces évènements. Schoppmann considère la possibilité que ce n'était pas Reinhardt elle-même et que la dénonciation lui avait été imputée ou que Reinhardt ait pu être elle-même dans le collimateur de la police et qu'elle ait subi une pression en conséquence. 

### Après-guerre
Quelques mois après la fin de la guerre, Reinhardt et sa compagne Eva Kohlrusch ont emménagé dans un petit appartement de la Kulmbacher Straße à Schöneberg. On ne sait pas quand le couple s'est rencontré. Kohlrusch était née en 1900 à Varsovie sous le nom d'Ewa Frydman et était d'origine juive. En déménageant à Berlin et en divorçant en 1938, elle a peut-être réussi à dissimuler ses origines et à échapper ainsi à la Shoah. De 1951 aux années 1970, Reinhardt dirigea, avec Kohlrusch jusqu'au décès de cette dernière le 19 juillet 1969, une teinturerie, un pressing et une blanchisserie dans la Winterfeldtstraße.
Immédiatement après la fin de la guerre, Reinhardt et Lotte Hahm reprirent leurs activités en 1945. Ils essayèrent à nouveau d'organiser des bals au Zauberflöte, puis se déplacèrent au numéro 162 de la Oranienstraße. La même année, Reinhardt et Hahm ouvrirent un local pour les femmes lesbiennes près de l'Alexanderplatz, dont le nom et le lieu exact sont inconnus. Le local a existé pendant environ un an et demi, de 1945 à 1947, et fut ainsi le premier local lesbien de Berlin-Est.
Vers 1950, Reinhardt organisait des bals dans la « Kajüte » derrière la mairie de Schöneberg, et pour 1958, des clubs féminins sont attestés chez « Kati und Eva » dans le numéro 52 de la Augsburger Straße. Reinhardt en faisait la promotion par de petites annonces dans Aphrodite, un supplément pour les femmes lesbiennes du magazine Der Ring, publié de 1956 à 1958. La jeune Gisela Necker l'a fréquenté à partir de 1959 et s'en est souvenue en 2011 : « À l'époque, il y avait un club appelé « Bei Kathi » dans une arrière-cour de la Augsburger Straße. Mais on ne l'a appris que par des relations. On y jouait à des jeux de fête et de danse. [...] Le Bei Kathi était encore très discret, avec l'atmosphère d'un club, très pelucheux et avec un éclairage tamisé ; on y allait tard dans la nuit ».
Jusqu'au début des années 1980, Reinhardt organisait encore des clubs lesbiens et des bals, entre autres à l'Eierschale à Dahlem.

### Décès
Au milieu des années 1980, Reinhardt était malade et dépendait des prestations sociales. Elle est décédée le 28 juin 1987 à l'hôpital Elisabeth de Berlin-Tiergarten. Elle a été enterrée le 6 août dans le cimetière municipal de Berlin-Steglitz, sa tombe a ensuite été nivelée.